# Jože Grasselli
Jože (Josip) Grasseli [jóže graséli], slovenski matematik, * 24. november 1924, Jakob pri Šentjurju, † 16. januar 2016.
Grasselli se je v začetku ukvarjal z analizo, kasneje pa je deloval na področju teorije števil, še posebej teorije diofantskih približkov.

## Življenje in delo
Leta 1951 je diplomiral iz matematike na Prirodoslovni matematični fakulteti Univerze v Ljubljani. Po diplomi je nekaj časa poučeval matematiko na murskosoboški in celjski I. gimnaziji. Doktoriral je leta 1961 na Naravoslovni fakulteti Univerze v Ljubljani z doktorsko disertacijo Sebi adjungirani elementi v Banachovi algebri brez enote pod Vidavovim mentorstvom. Upokojil se je leta 1991 na FNT.
Med letoma 1967 in 1970 je bil predsednik Društva matematikov, fizikov in astronomov Slovenije. V letu 1994 je bil izvoljen za njegovega častnega člana. Grasselli ni imel doktorskih študentov, pri njem pa so med drugim diplomirali Vilko Domanjko, Igor Meze, Gregor Pavlič, Majda Šket, Ivan Verčko, Nika Zorc. Od leta 1969 do 1971 je bil predstojnik matematično-fizikalnega oddelka na FNT.
Od leta 1966 je napisal več strokovnih člankov za Obzornik za matematiko in fiziko s področja teorije števil. Po letu 1985 je napisal tudi več poljudnoznanstvenih člankov za revijo Presek. O teoriji števil je napisal več temeljnih strokovnih knjig in monografij, med njimi leta 2008 Enciklopedijo števil, kjer je opisanih več kot 160 pojmov s tega področja.

## Izbrana dela

### Knjige: učbeniki/strokovne monografije
- Grasselli, Jože (1966), Osnove teorije števil, Ljubljana: MK, str. 152, COBISS 10407941 UDK 511.2
- Grasselli, Jože (1975), Linearna algebra (v Višja matematika II), Ljubljana: DZS, str. 10–134, COBISS 7407193
- Grasselli, Jože (1983), Algebraična števila, Ljubljana: DMFA SRS, str. 168, COBISS 141057
- Grasselli, Jože (1984), Diofantske enačbe, Ljubljana: DMFA, str. 156, COBISS 10492421
- Grasselli, Jože (1985), Teorija števil, Ljubljana: Zavod SR Slovenije za šolstvo, str. 47, COBISS 3168574
- Grasselli, Jože (1992), Diofantski približki, Ljubljana: DMFA, str. 204, COBISS 33022976 UDK 511.36
- Grasselli, Jože (2008), Enciklopedija števil, Ljubljana: DMFA – založništvo, str. 691, COBISS 243138304, ISBN 978-961-212-209-6[6]

### Poljudni članki
- Grasselli, Jože (2001), »Predalčno načelo« (PDF), Presek, 29 (1): 4–11, COBISS 11032921, ISSN 0351-6652
- Grasselli, Jože (2002), »Število 1 kot vsota in produkt ulomkov« (PDF), Presek, 29 (4): 198–201, COBISS 11482457, ISSN 0351-6652